# Sitticus atricapillus
Sitticus atricapillus là một loài nhện trong họ Salticidae.
Loài này thuộc chi Sitticus. Sitticus atricapillus được Eugène Simon miêu tả năm 1882.